# Деражнянський район (Хмельницька область)
Дера́жнянський райо́н — колишня адміністративно-територіальна одиниця, розташована у центрально-східній частині Хмельницької області, в межах підвищеної частини України — Волино-Подільської височини, яке являє собою підвищену полого-хвилясту рівнину, розчленовану видолинками та річковими долинами. Внаслідок реформи 2020 року район був ліквідований і приєднаний до Хмельницького району.

## Географія
Відстань до обласного центру автомобільним шляхом — 46 км, залізницею — 36 км.
Територія району становила 917,8 км², у геоморфологічному плані більша її частина належала до Деражнянського геоморфологічного району.
На території колишнього району було розміщено понад 90 ставків, протікає 5 річок. Найбільша з них — річка Вовк, водозабірна площа якої становить 550 м². Ліси району становили площу 141 га. В лісовому фонді переважають твердо листі породи, які займають 80,6 % лісу.
Із корисних копалин переважають вапняк, пісок, глина.
До складу району входили 62 населених пункти з яких 1 місто, 2 селища, 59 сіл.
На території району була районна, міська, 2 селищні та 27 сільських рад.

## Історія
29—31 жовтня 1921 р. під час Листопадового рейду через Божиківці, Радянське, Волоське, Гуту, Новостроївку, Новий Майдан, Згарок, Стару Гуту теперішнього Деражнянського району проліг шлях Подільської групи (командувач Михайло Палій-Сидорянський) Армії Української Народної Республіки.
У 1959 році до Деражнянського району було приєднано Вовковинецький район.
У 2020 році Деражнянський район було приєднано до Хмельницького району.

## Особистості

### Поховані
- Малярчук Володимир Михайлович (08.11.1975 - 06.07.2015) - солдат 72 ОМБр, учасник російсько-української війни

## Населення
Розподіл населення за віком та статтю (2001):
| Стать | Всього | До 15 років | 15-24 | 25-44 | 45-64 | 65-85 | Понад 85 |
| --- | ------ | ----------- | ----- | ----- | ----- | ----- | -------- |
| Чоловіки | 17 278 | 3552        | 2165  | 4774  | 4182  | 2500  | 105      |
| Жінки | 20 959 | 3367        | 2134  | 4741  | 5003  | 5270  | 444      |
| \| Статево-вікова піраміда \| Статево-вікова піраміда \| Статево-вікова піраміда \| \| ----------------------- \| ----------------------- \| ----------------------- \| \| Чоловіки \| Вік \| Жінки \| \| 105 \| 85 + \| 444 \| \| 198 \| 80-84 \| 652 \| \| 596 \| 75-79 \| 1428 \| \| 890 \| 70-74 \| 1875 \| \| 816 \| 65-69 \| 1315 \| \| 1161 \| 60-64 \| 1655 \| \| 793 \| 55-59 \| 1011 \| \| 1056 \| 50-54 \| 1132 \| \| 1172 \| 45-49 \| 1205 \| \| 1287 \| 40-44 \| 1290 \| \| 1245 \| 35-39 \| 1224 \| \| 1153 \| 30-34 \| 1086 \| \| 1089 \| 25-29 \| 1141 \| \| 1020 \| 20-24 \| 1045 \| \| 1145 \| 15-20 \| 1089 \| \| 1441 \| 10-14 \| 1369 \| \| 1220 \| 5-9 \| 1127 \| \| 891 \| 0-4 \| 871 \| |        |             |       |       |       |       |          |
| Статево-вікова піраміда |        |             |       |       |       |       |          |
| Чоловіки | Вік    | Жінки       |       |       |       |       |          |
| 105 | 85 +   | 444         |       |       |       |       |          |
| 198 | 80-84  | 652         |       |       |       |       |          |
| 596 | 75-79  | 1428        |       |       |       |       |          |
| 890 | 70-74  | 1875        |       |       |       |       |          |
| 816 | 65-69  | 1315        |       |       |       |       |          |
| 1161 | 60-64  | 1655        |       |       |       |       |          |
| 793 | 55-59  | 1011        |       |       |       |       |          |
| 1056 | 50-54  | 1132        |       |       |       |       |          |
| 1172 | 45-49  | 1205        |       |       |       |       |          |
| 1287 | 40-44  | 1290        |       |       |       |       |          |
| 1245 | 35-39  | 1224        |       |       |       |       |          |
| 1153 | 30-34  | 1086        |       |       |       |       |          |
| 1089 | 25-29  | 1141        |       |       |       |       |          |
| 1020 | 20-24  | 1045        |       |       |       |       |          |
| 1145 | 15-20  | 1089        |       |       |       |       |          |
| 1441 | 10-14  | 1369        |       |       |       |       |          |
| 1220 | 5-9    | 1127        |       |       |       |       |          |
| 891 | 0-4    | 871         |       |       |       |       |          |

Національний склад населення за даними перепису 2001 року:
| Національність | Кількість осіб | Відсоток |
| -------------- | -------------- | -------- |
| українці       | 37292          | 97,40%   |
| росіяни        | 572            | 1,49%    |
| молдовани      | 165            | 0,43%    |
| білоруси       | 64             | 0,17%    |
| поляки         | 43             | 0,11%    |
| інші           | 153            | 0,40%    |

Мовний склад населення за даними перепису 2001 року:
| Мова       | Кількість осіб | Відсоток |
| ---------- | -------------- | -------- |
| українська | 37580          | 98,15%   |
| російська  | 524            | 1,37%    |
| молдовська | 54             | 0,14%    |
| білоруська | 31             | 0,08%    |
| вірменська | 22             | 0,06%    |
| інші       | 78             | 0,20%    |

## Природно-заповідний фонд

### Національні природні парки
Верхнє Побужжя (частина).

### Гідрологічні заказники
Божиковецький, Вовчанський, Шиїнський, Шпичинецький.

### Гідрологічні пам'ятки природи
Адамівський, Чиста криничка.

### Заповідні урочища
Липник.

### Парки-пам'ятки садово-паркового мистецтва
Загінецький, Шелехівський.

## Пам'ятки
У Деражнянському районі Хмельницької області згідно з даними управління культури, туризму і курортів Хмельницької облдержадміністрації перебувало 49 пам'яток історії. З них 7 увічнюють пам'ять червоноармійців часів українсько-радянської війни та 41 — часів німецько-радянської війни.

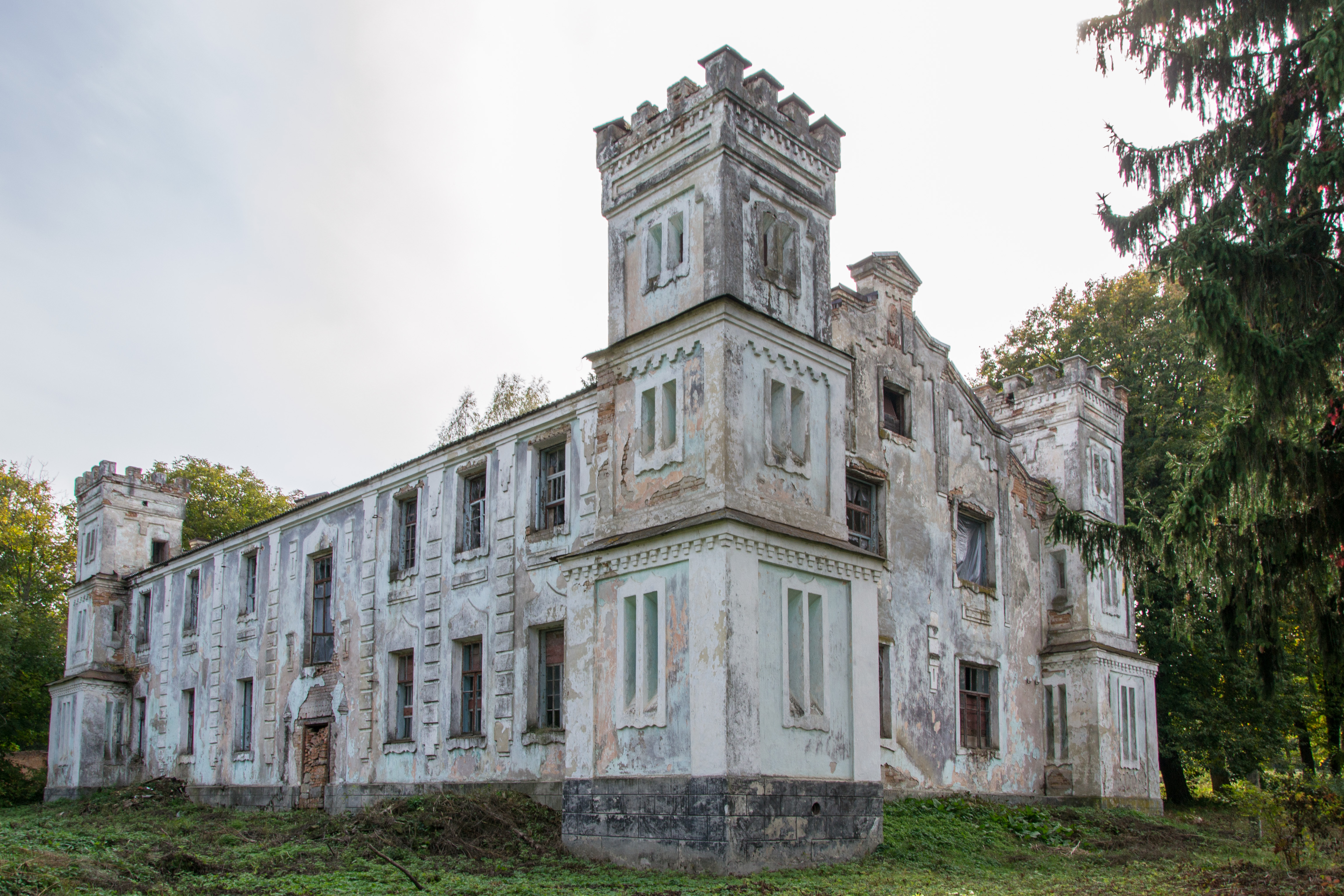
Палац Новинських у с. Слобідка-Шелехівська
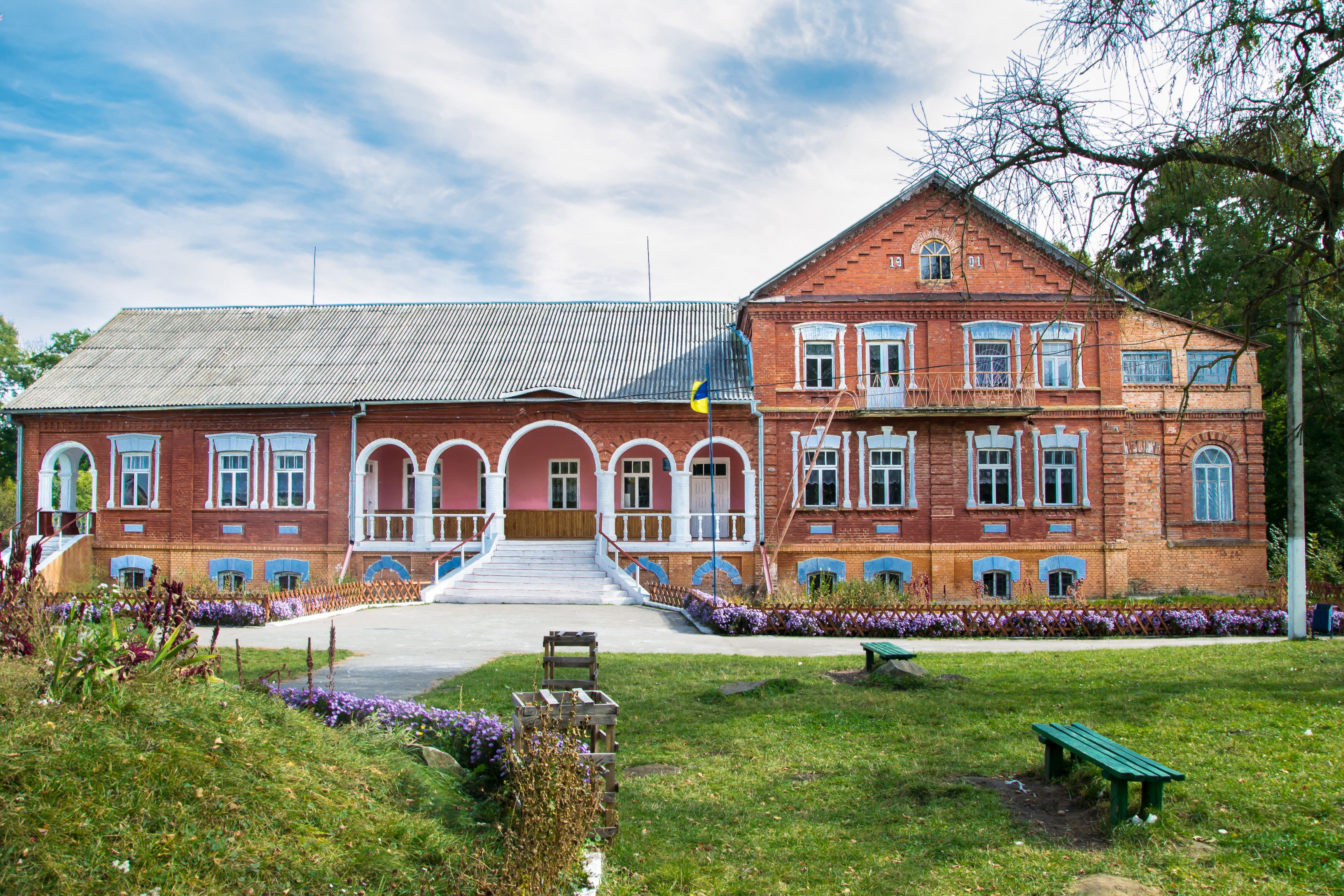
Маєток Колонна-Чесновського у с. Божиківці

## Політика
25 травня 2014 року відбулися Президентські вибори України. У межах Деражнянського району було створено 56 виборчих дільниць. Явка на виборах складала — 72,54% (проголосували 18 679 із 25 751 виборців). Найбільшу кількість голосів отримав Петро Порошенко — 56,35% (10 526 виборців); Юлія Тимошенко — 20,36% (3 803 виборців), Олег Ляшко — 10,72% (2 002 виборців), Анатолій Гриценко — 3,23% (604 виборців). Решта кандидатів набрали меншу кількість голосів. Кількість недійсних або зіпсованих бюлетенів — 0,96%. 